# Cosmin Marius Contra
Cosmin Contra (nascut a Timişoara, Romania el 15 de desembre del 1975) és un exfutbolista romanès que jugava com a defensa.

## Carrera com a jugador
Era un jugador de mentalitat ofensiva i va jugar en quatre països diferents, principalment la seva carrera es va desenvolupar a Espanya, de fet va ser un dels pilars en la consolidació del Getafe CF a la Primera Divisió.

### Internacional
Durant gairebé quinze anys va arribar a disputar fins a 73 partits amb la selecció romanesa.
L'1 d'abril del 2009, després del partit contra la selecció austríaca, Contra va anunciar la seva retirada internacional. Tot i això, el 30 d'agost del 2010 va ser cridat per al partit de qualificació de l'Eurocopa 2012.

### Gols internacionals
| # | Data                   | Estadi                                        | Rival     | Gol | Resultat | Competició                      |
| - | ---------------------- | --------------------------------------------- | --------- | --- | -------- | ------------------------------- |
| 1 | 28 de març de 2001     | Estadi Borís Paitxadze, Tbilisi, Geòrgia      | Geòrgia   | 2–0 | 2–0      | Classificació Copa del Món 2002 |
| 2 | 14 de novembre de 2001 | Stadionul Ghencea, Bucarest, Romania          | Eslovènia | 1–1 | 1–1      | Classificació Copa del Món 2002 |
| 3 | 16 d'octubre de 2002   | Stade Josy Barthel, Luxemburg, Luxemburg      | Luxemburg | 4–0 | 7–0      | Classificació Eurocopa 2004     |
| 4 | 16 d'octubre de 2002   | Stade Josy Barthel, Luxemburg, Luxemburg      | Luxemburg | 5–0 | 7–0      | Classificació Eurocopa 2004     |
| 5 | 16 d'octubre de 2002   | Stade Josy Barthel, Luxemburg, Luxemburg      | Luxemburg | 7–0 | 7–0      | Classificació Eurocopa 2004     |
| 6 | 28 de març del 2007    | Stadionul Ceahlăul, Piatra Neamţ, Romania     | Luxemburg | 2–0 | 3–0      | Classificació Eurocopa 2008     |
| 7 | 6 de juny del 2007     | Stadionul Dan Păltinişanu, Timişoara, Romania | Eslovènia | 2–0 | 2–0      | Classificació Eurocopa 2008     |

## Carrera com a entrenador
El 10 de març de 2014 va esdevenir el nou entrenador del Getafe CF, substituint Luis García Plaza, que havia tingut una molt mala ratxa de dotze partits consecutius sense guanyar. Finalment, l'equip madrileny va assolir la permanència a la primera divisió a la darrera jornada.